# Jina Djemba
Pour les articles homonymes, voir Djemba.
Jina Djemba est une actrice et une chanteuse française née le 14 juillet 1985.

## Biographie
Jina Djemba est d'origine russe par sa mère et camerounaise par son père. Elle grandit et effectue toute sa scolarité à Sartrouville (au collège Romain-Rolland où elle joue au basketball puis au lycée Évariste-Galois, où elle suit ses premiers cours de théâtre). Après l’obtention de son baccalauréat, elle se forme au Cours Florent dès l'âge de dix-sept ans et au Conservatoire national supérieur d'art dramatique entre 2005 et 2008. En 2005, elle est lauréate du 6e prix Sylvia-Monfort récompensant l'espoir féminin de la tragédie pour son interprétation de Camille dans l'Horace de Corneille.
Passionnée de musique, elle se produit tous les mois sur la scène du Bonbock à Montmartre naviguant dans son univers jazz soul.  
En 2013, elle interprète le rôle de Madame de Tourvel au théâtre dans la réinterprétation des Liaisons dangereuses, écrite et mise en scène par John Malkovich.
En 2018 et 2019, Jina Djemba incarne l'icône américaine Nina Simone au Théâtre de l'Œuvre puis au Lucernaire, à Paris, dans la pièce Miss Nina Simone qu'elle met en scène avec Anne Bouvier d'après le roman biographique Nina Simone de Gilles Leroy,. À cette occasion, elle collabore avec la comédienne et vidéaste Aude Gogny-Goubert sur sa chaîne YouTube Virago pour une vidéo consacrée à Nina Simone, qu'elle représente alors. Forte de son succès, la pièce est reprogrammée en 2020 à La Scène parisienne, avant de retourner au Théâtre de l'Œuvre, alors que le spectacle vivant est fortement perturbé en France par la pandémie de coronavirus.

## Filmographie

### Cinéma
- 2007 : Jeunesse d'Hamlet, d'Élisabeth Perceval et de Nicolas Klotz (court-métrage)
- 2011 : Le commencement, de Loïc Barché (court-métrage) : Elsa
- 2015 : Elle, de Paul Verhoeven : une infirmière
- 2015 : Amis publics, d'Édouard Pluvieux : Myriam
- 2024 : Rien ni personne de Gallien Guibert : Nadia

### Télévision
- 2008 : R.I.S Police scientifique, de Christophe Barbier (série télévisée) : Adila
- 2008 : Nos années pension (série télévisée) : Mapy
- 2009 : Folie douce, de Josée Dayan : Laura
- 2009 : Mes amis, mes amours, mes emmerdes (Téléfilm)
- 2010 : Les Bleus, premiers pas dans la police (série télévisée) : Amy Sidibé, créditée Gina Djemba
- 2014 : Interventions (série télévisée) : Camille
- 2018 : La Faute de Nils Tavernier
- 2018 : Doxa (web-série)
- 2021 : Noël à tous les étages : Anita
- 2021 : Le Code : présidente Almeida
- 2021 : Face à face de July Hygreck et Julien Zidi : Adélaïde Munoz / Lucie Vignon
- 2022 : Marion, mini-série TV de Jacques Kluger
- 2023 : Noël… et plus si affinités, téléfilm de Gilles Paquet-Brenner : Clarisse
- 2023 : Meurtres à Bayeux de Kamir Aïnouz : la légiste

### Publicité
- 2011 : McDonald's
- 2016 : Gerlinea

## Théâtre
- 2007 : Terminus d'Hadrien Raccah, mise en scène d'Anne Bouvier
- 2008 : Le Masque boîteux de Koffi Kwahule, mise en scène d'Adama Diop
- 2008 : Les Bouts de bois de Dieu de Sembène Ousmane, mise en scène de Hugues-Serge Limbvani
- 2009 : Horace de Pierre Corneille, mise en scène de Naidra Ayadi
- 2010 : Vénus (en) de Suzan-Lori Parks, mise en scène de Cristèle Alves Meira
- 2011 : Les Liaisons dangereuses de Christopher Hampton, mise en scène de John Malkovich
- 2018 : Miss Nina Simone de Jina Djemba et Anne Bouvier, d'après Nina Simone de Gilles Leroy, au Théâtre de l'Œuvre et au Lucernaire, Paris
- 2020 : Miss Nina Simone de Jina Djemba et Anne Bouvier, d'après Nina Simone de Gilles Leroy, à La Scène parisienne et au Théâtre de l'Œuvre, Paris